# AC313直升機
AC313直升機是由中国航空工业集团研製的民用直升机。

## 设计和开发
AC313是在直-8系列直升机基礎上開發設計，而直8系列直升机本身又是在法國航太SA 321超級黃蜂式直升機的基礎上開發改進。AC313直升機原型机于2010年3月18日在江西省景德镇市首飞。它可搭载18名乘客，最大航程为1,050公里，最大起飞重量为13吨。 
2022年5月17日，在AC313基础上研制的AC313A“吉祥鸟”在景德镇吕蒙机场首飛成功。